# Ceann Ear
Ceann Ear es la isla más grande de las islas Monach o grupo Heisgeir un archipiélago en el noroeste de Escocia, Reino Unido. Se trata de una isla de 231 hectáreas de tamaño y conectada por bancos de arena a través Ceann Iar vía Sibhinis durante la marea baja. Se dice que en un tiempo se pudo caminar toda la ruta hasta Baleshare, y al norte de Uist, a 5 millas (8,0 km) de distancia en la marea baja. 
Hoy todas las islas de su grupo son una reserva natural nacional.